# Cycas changjiangensis
Cycas changjiangensis — вид голонасінних рослин класу саговникоподібні (Cycadopsida).
Етимологія: від Changjiang — назви повіту в провінції Хайнань.

## Опис
Стовбури деревовиді, до 0.3–1.5(2.5) м заввишки, 20 см діаметром у вузькому місці; 30–60 листків у кроні. Листки яскраво-зелені, дуже блискучі, довжиною 70–230 см. Пилкові шишки веретеноподібні. Мегаспорофіли 16–17 см завдовжки, коричнево-повстяні. Насіння від майже кулястого до яйцевидого, 35–40 мм завдовжки, 30–35 мм завширшки; саркотеста жовта, не вкрита нальотом, товщиною 2 мм.

## Поширення, екологія
Країни поширення: Китай (Хайнань). Трапляється при 600—800 м. Цей вид росте на пагорбах і кам'янистих схилах і на більш глибоких піщаних ґрунтах серед трави і низьких чагарників або у відкритих широколистяних лісах, з тропічним кліматом з гарячим, вологим літом і жаркою, сухою зимою.

## Загрози та охорона
Деякі субпопуляції С. changjiangensis серйозно деградували і чисельність скоротилася. Популяції були порушені руйнуванням середовища проживання, головним чином будівництвом. Рослини зустрічаються в англ. Bawangling Nature Reserve.